# Parafia Narodzenia Najświętszej Maryi Panny i św. Mikołaja w Błogiem Szlacheckim
Parafia Narodzenia Najświętszej Maryi Panny i Świętego Mikołaja w Błogiem Szlacheckim – jedna z 9 parafii rzymskokatolickich dekanatu tomaszowskiego diecezji radomskiej. Prowadzą ją księża diecezjalni.

## Historia
W drugiej połowie XV wieku istniał tu kościół drewniany pw. Narodzenia NMP i św. Mikołaja. W XVIII wieku uległ on jednak spaleniu. Obecny kościół zbudowany został w latach 1784–1789 staraniem cystersów sulejowskich i dziedzica Dunina z Błogiego. Rozbudowano go według projektu arch. Z. Słomińskiego w latach 1913–1914 staraniem ks. Stanisława Rembowskiego. Konsekrował tę świątynię 5 lipca 1919 bp. Paweł Kubicki. Kościół jest jednonawowy, pięcioprzęsłowy, z prostokątnym prezbiterium dwuprzęsłowym, orientowanym, murowany z cegły i kamienia.

## Zasięg parafii
Do parafii należą wierni będący mieszkańcami następujących miejscowości: Góry Trzebiatowskie, Julianów, Karolinów, Nowe Błogie, Błogie Rządowe, Błogie Szlacheckie, Konstantynów, Małe Końskie, Marianka, Prucheńsko Małe, Radonia, Stoczki i Zarzęcin.

## Proboszczowie
- 1780–1820 – ks. Stanisław Wroński
- 1820–1832 – ks. Ignacy Twardowski
- 1832–1835 – ks. Franciszek Hampel
- 1835–1836 – ks. Józef Frey
- 1836–1839 – ks. Franciszek Kuczewski
- 1839–1842 – ks. Jakub Rogulski
- 1842–1843 – ks. Szymon Szymański
- 1843–1846 – ks. Józef Marszulewicz
- 1846–1855 – ks. Stanisław Gordon
- 1855–1898 – ks. Józef Leśniewski
- 1898–1912 – ks. Stanisław Mazur
- 1912–1921 – ks. Stanisław Rembowski
- 1921–1962 – ks. Karol Strzelecki
- 1962–1976 – ks. Władysław Sender
- 1976–1994 – ks. Stanisław Łapiński
- 1994–2005 – ks. kan. Janusz Bachurski
- 2005–2019 – ks. kan. Marian Strzałkowski
- od 2019 – ks. Zenon Sala